# Bossa Nova
Die oder der Bossa Nova ist eine Stilrichtung in der brasilianischen Musik und ein Tanzstil.

## Herkunft und Geschichte
Ursprünglich ist „Bossa Nova“ der Name einer Bewegung, die in den späten 1950er Jahren in Brasilien entstand und dort ihren Höhepunkt bis Ende der 1960er Jahre hatte. Als Geburtsort gilt Beco das Garrafas an der Copacabana. In einem sehr modernen gesellschaftlichen Klima wurde in der gebildeten Mittelschicht mit neuen Formen und Ausdrucksweisen in Musik und Film experimentiert.
Als erster Bossa-Nova-Song gilt Chega de Saudade, geschrieben von Antônio Carlos Jobim (Musik) und Vinícius de Moraes (Text) und gesungen von Elizeth Cardoso, dann bekannt geworden in der Interpretation von João Gilberto (Single 1958 und anschließend gleichnamiges Album). Gilberto und Jobim erregten mit ihrer neuen Mischung aus Samba (bzw. dem langsameren Samba Canção) und Cool Jazz immer mehr Aufsehen. Die Arrangements basierten auf einem nahezu flüsternden Gesangsstil, begleitet von einer virtuos gespielten Gitarre. Der Musikstil und die Spielweise wurden sehr schnell von weiteren meistens jungen Musikern adaptiert.
Den weltweiten Durchbruch erzielte die Musik mit der Verfilmung Orfeu Negro von Marcel Camus (entstanden 1958 bis 1959). Die Orpheus-Sage findet dort vor dem Hintergrund des brasilianischen Karnevals statt. Im Soundtrack kontrastiert eine Mischung aus schnellen Sambarhythmen neben sparsam arrangierten Gitarrenstücken von Luiz Bonfá und Antônio Carlos Jobim.
In der Folge besuchten mehrere nordamerikanische Musiker Brasilien und machten die Musik weiter bekannt, etwa Charlie Byrd und Stan Getz (1963 mit Getz/Gilberto). Einen weiteren, nicht unwesentlichen Anteil am Erfolg der Bossa Nova in den USA hatten der Produzent Creed Taylor und das Plattenlabel Verve. Trotz der Sprachbarriere wurden portugiesischsprachige Stücke wie A Garota de Ipanema oder Mas que nada in den USA ein Hit.
Der Militärputsch 1964 veränderte das politisch-gesellschaftliche Klima in Brasilien vollständig: Die Musik wandelte sich, da unter der Zensur Kritik nur noch in doppeldeutigen Texten ausgedrückt werden konnte, exemplarisch dafür steht Chico Buarque mit seinem Album Construção.
Viele Künstler verließen Brasilien, ein Großteil der Exilanten emigrierte in die USA. Seitdem beeinflussten der Bossa Nova, der dortige Jazz und die sogenannte Black Music einander noch mehr. Es entstanden viele neue Produktionen mit führenden Musikern. Diese Spielart wird häufig als Bossa Nova Jazz bezeichnet.
Weitere Beispiele dafür sind Sérgio Mendes zusammen mit bei A&M Records spielenden Musikern, Aufnahmen von Ella Fitzgerald (Ella Abraça Jobim) und Frank Sinatra (Francis Albert Sinatra & Antonio Carlos Jobim).
Dies trug zur internationalen Verbreitung des Bossa Nova bei.

## Bossa-Nova-Musiker (Auswahl)
- Luiz Bonfá (1922–2001), brasilianischer Komponist, Sänger und Gitarrist
- Dorival Caymmi (1914–2008), brasilianischer Musiker
- Eumir Deodato (* 1942), brasilianischer Jazzpianist, Arrangeur, Komponist und Produzent
- João Donato (1934–2023), brasilianischer Pianist, Sänger und Komponist
- Manfredo Fest
- Astrud Gilberto (1940–2023), brasilianisch-US-amerikanische Sängerin
- João Gilberto (1931–2019), brasilianischer Gitarrist, Sänger und Komponist
- Antônio Carlos Jobim (1927–1994), brasilianischer Sänger, Pianist, Gitarrist und Komponist
- Nara Leão (1942–1989), brasilianische Schauspielerin und Sängerin
- Carlos Lyra (1933–2023), Sänger, Gitarrist und Komponist
- Edu Lobo (* 1943), brasilianischer Sänger, Arrangeur und Komponist
- Sérgio Mendes (1941–2024), brasilianischer Pianist, Komponist und Arrangeur
- Newton Mendonça (1927–1960), Pianist und Dichter
- Roberto Menescal (* 1937), brasilianischer Musiker
- Miúcha (1937–2018), brasilianische Sängerin und Komponistin
- Vinícius de Moraes (1913–1980), brasilianischer Dichter, Denker, Diplomat und Sänger
- Bogdan Plech
- Baden Powell de Aquino (1937–2000), brasilianischer Gitarrist
- Elis Regina (1945–1982 in São Paulo, Brasilien) war eine brasilianische Sängerin
- Sylvia Telles (1934–1966), brasilianische Sängerin
- Toquinho (* 1946), brasilianischer Sänger, Gitarrist und Komponist
- Marcos Valle (* 1943), brasilianischer Komponist, Sänger, Gitarrist und Pianist
- Walter Wanderley (1932–1986), brasilianischer Organist und Pianist

## Künstler im Umfeld des Bossa Nova (Auswahl)
- Charlie Byrd (1925–1999), US-amerikanischer Jazz-Gitarrist
- Stan Getz (1927–1991), US-amerikanischer Tenorsaxophonist, Jazz-Musiker
- Bebel Gilberto (* 1966), brasilianische Sängerin und Liedermacherin
- Kenny Dorham (1924–1972), US-amerikanischer Jazz-Bebop-Trompeter
- Ella Fitzgerald (1917–1996), US-amerikanische Jazz-Sängerin
- Caterina Valente (1931–2024), italienische Sängerin, Tänzerin und Gitarristin

## Weitere Entwicklungen
Der Bossa Nova hat weltweit großen Einfluss. In der brasilianischen Musik beeinflusste er kurzzeitige Strömungen wie Tropicália / Tropicalismo (ab 1964, Militärputsch) und den Canção de Protesto.
Die Instrumentalmusik ähnlichen Stils wird meistens Samba-Jazz genannt.
Ab Mitte der 1990er Jahre wurde die Musik neu entdeckt und in Form von Remixes und Cover-Versionen interpretiert. Als brasilectro bezeichnet sich ein Musikstil, bei dem Samples aus den originalen Stücken neu arrangiert werden. Der Klang ist eindeutig „auf alt getrimmt“, die Musik kann sowohl sehr langsam und entspannend, als auch schnell und gut tanzbar sein.
Einige Beispiele sind Künstler wie Bebel Gilberto oder Thievery Corporation.
Das Instrumentalstück „Soul Bossa Nova“ von Quincy Jones ist sehr bekannt; es wird häufig als Hintergrundmusik (Musikbett) im Fernsehen verwendet, meistens bei lustigen Beiträgen, etwa in der Art von „Pleiten, Pech und Pannen“ oder mit versteckter Kamera aufgenommen.
Der britische Rockmusiker Eric Clapton schrieb das Instrumental Reptile in der Stilrichtung für sein eponymes Studioalbum im Jahr 2001. Bei der Verleihung der 44. Grammy Awards erhielt der Brite für den Titel die Auszeichnung in der Kategorie „Beste Instrumentale Darbietung – Pop“.

## Tanzstil
Der Tanzstil Bossa Nova entstand um 1960 und soll von Joe Lanza stammen. Er genoss nur bis in die Mitte der 1960er Jahre eine gewisse Popularität als Modetanz.
Er besteht aus einem sehr langen Grundschritt von 32 Vierteltakten. Bekannt sind etwa zehn verschiedene einfache Schrittfolgen, die meistens im Viereck (box step) ausgeführt werden. Es kann einzeln oder als Paar getanzt werden.
Dazu gehört eine weiche Gangart, die Seitwärtsbewegungen und Hüftschwünge erlaubt. Mögliche Solofiguren sind mit einem Arm auf dem Bauch, während der andere Arm auf Hüfthöhe kreisende Bewegungen ausführt, sowie Fingerschnippen mit einer freien Hand. Aufgrund der Ähnlichkeiten zur amerikanischen Rumba oder langsamen Two-Step gibt es auch die Möglichkeit, diese mit Bossa-Nova-typischen Varianten zu tanzen.